# Синтенис, Карл Генрих Фердинанд
Карл Ге́нрих Фердина́нд Синтенис (нем. Carl Heinrich Ferdinand Sintenis; 15 мая 1806, Цербст — 1 мая 1867, Цербст) — немецкий классический филолог и педагог.
Сын пастора, был учителем гимназии в Цербсте.
Переводил Плутарха, лучшие биографии которого обработал для чтения в гимназиях.